# Cleora nigrata
Cleora nigrata là một loài bướm đêm trong họ Geometridae.